# Bleicke Bleicken
Bleicke Bleicken (* 31. Oktober 1898 in Keitum; † 31. Juli 1973 in Niebüll) war ein deutscher Pädagoge, Bürgermeister von Kampen (Sylt) und Fotograf.

## Leben
Bleickens Eltern waren Gastwirte. Bleicke Bleicken war Lehrer in Keitum, Tinnum und im Kreis Segeberg. Von 1949 bis zu seiner Pensionierung war er Lehrer an der Norddörfer-Schule Wenningstedt/Kampen. 
Er fotografierte Menschen und die Landschaft von Sylt, hielt zahlreiche Lichtbildervorträge und veröffentlichte Bücher. Nach dem Ruhestand war er Bürgermeister von Kampen und Amtmann von Sylt.

## Veröffentlichung
- Ich fahre an die See ... und mein Zeiss-Tessar geht mit: sämtliche Bilder meist vergrößert und zum Teil im Ausschnitt wiedergegeben, vom Verf. auf Sylt eingefangen, Fischer in Komm., Jena 1938 (Photostudien mit Zeiss-Objektiven; 7).